# Typhlodromus mutatus
Typhlodromus mutatus är en spindeldjursart som beskrevs av Kolodochka 2002. Typhlodromus mutatus ingår i släktet Typhlodromus och familjen Phytoseiidae. Inga underarter finns listade i Catalogue of Life.